# Дрімлюга рудогорлий
Дрімлюга рудогорлий (Caprimulgus nigriscapularis) — вид дрімлюгоподібних птахів родини дрімлюгових (Caprimulgidae). Мешкає в Західній і Центральній Африці. Раніше вважався конспецифічним з міомбовим дрімлюгою.

## Поширення і екологія
Рудогорлі дрімлюги поширені від Сенегалу і Гамбії до західної Кенії, південного заходу ДР Конго і крайньої півночі Анголи. Вони живуть в саванах, рідколіссях і чагарникових заростях, на луках, полях і пасовищах, в садах і на плантаціях. Зустрічаються на висоті до 2000 м над рівнем моря. Живляться комахами, яких ловлять в польоті.